# Время умирать (фильм, 1970)
Время умирать (фр. Le temps de mourir) — фильм Андре Фарважи, снятый в 1969 году и выпущенный в 1970 году. Принимал участие в 20-м Берлинском кинофестивале.

## Сюжет
Макс Топфер, успешный бизнесмен, который живёт один в окружении телохранителей, однажды получает плёнку, упавшую из рук раненого всадника при падении лошади. В плёнке показано его собственное убийство неизвестным вооруженным человеком. Макс сначала пытается выяснить убийцу у раненой девушки. Но у неё амнезия. Когда она начала понемногу вспоминать события, то сказала, что у неё есть только «память о будущем».

## Сведения
- Режиссёр: Андре Фарважи
- Сценарий: Ален Морино и Андре Фарважи
- Помощник режиссёра: Бюро Патрика
- Музыка: Карел Троу
- Съёмка: Вилли Куран
- Звукооператор: Северин Франкель
- Продюсеры: Мишель Кузен и Альберт Коски
- Руководитель производства: Юбер Мериал
- Год: 1970
- Жанр: драма
- Продолжительность: 88 минут
- Страна: Франция
- Дата выхода: 8 июля 1970 г.

## В ролях
- Бруно Кремер: Макс Топфер
- Анна Карина: девушка
- Жан Рошфор: Эрве Бретон
- Кэтрин Рич: Изабель Бретон
- Даниэль Моосманн: Марко
- Билли Кернс: Хельмут
- Жак Дебари: доктор